# 矢野博之
矢野博之（日语：／ Yano Hiroyuki，1959年9月20日—），日本男性動畫演出家、動畫導演。出身於愛知縣。日本大學藝術學院畢業。大學時期曾加入熱血漫畫根性會（漫畫研究會）。
漫畫家青山剛昌是矢野大學漫畫研究會的後輩，而青山就讀大學的目的是成為動畫師，但在矢野建議他成為漫畫家會更賺錢後，他改變了自己的職業道路。

## 參加作品

### 電視動畫
1983年
- 神探加傑特（—1986年，演出）

1988年
- 麵包超人（1988年—，導演[注 1]、助理導演、演出、分鏡、演出助手）

1989年
- 魯邦三世：再見，自由女神。危機一刻！（日语：ルパン三世 バイバイ・リバティー・危機一発!）（演出助手）

1996年
- 魯邦三世：暮色☆雙子鑽石的秘密（日语：ルパン三世 トワイライト☆ジェミニの秘密）（分鏡）

1997年
- 魯邦三世：華瑟P38（日语：ルパン三世 ワルサーP38）（導演、分鏡）

1999年
- 怪獸農場 ～圓盤石的秘密～（日语：モンスターファーム (アニメ)）（導演、分鏡）

2000年
- 怪獸農場 ～前往傳說之路～（日语：モンスターファーム (アニメ)）（導演）
- 第一神拳（—2002年，分鏡）

2002年
- 爆鬥宣言大鋼彈（導演、分鏡）

2004年
- 阿嘉莎·克莉絲蒂的名偵探白羅與瑪波（—2005年，分鏡）

2005年
- 強殖裝甲加爾巴（—2006年，分鏡）

2006年
- 受讚頌者（分鏡）
- 超級機器人大戰 -Divine Wars-（日语：スーパーロボット大戦OG -ディバイン・ウォーズ-）（分鏡）

2007年
- 帝托拉傳奇（—2008年，分鏡）

2008年
- ONE OUTS（—2009年，分鏡）

2009年
- 閃電十一人（—2011年，分鏡）
- 寶石寵物（分鏡）
- 續 夏目友人帳（分鏡）

2011年
- 閃電十一人GO（—2012年，分鏡）
- HUNTER×HUNTER (2011年版)（—2014年，分鏡）

2012年
- 閃電十一人GO 時空之石（—2013年，分鏡）
- 戰國Collection（分鏡）

2013年
- 閃電十一人GO 銀河（—2014年，分鏡）

2014年
- 獻給某飛行員的戀歌（分鏡）
- 屬性同好會（分鏡）
- 妖怪手錶（—2018年，分鏡）

2015年
- 潮與虎（—2016年，分鏡）

2016年
- 天真與閃電（分鏡）
- 91Days（分鏡）

2017年
- 鬼平（分鏡）
- 偶像事變（分鏡）

2018年
- MEGALO BOX（分鏡）
- 閃電十一人 戰神的天秤（分鏡）
- 妖怪手錶 影之章（分鏡）
- 傀儡馬戲團（—2019年，分鏡）

2020年
- 寶石商人理察的謎鑑定（分鏡）
- 先鋒飛車 極速合體 地球防衛隊（—2021年，分鏡）

2021年
- 魯邦三世 PART6（—2022年，分鏡[注 2]）

2022年
- 泡泡糖忍戰（分鏡）
- INSECT LAND（日语：インセクトランド）（分鏡）

2024年
- 青之驅魔師 雪之盡頭篇（分鏡）

### 電影動畫
1990年
- 麵包超人：細菌人大反攻（日语：それいけ!アンパンマン ばいきんまんの逆襲）（助理導演、分鏡、演出）

1991年
- 麵包超人：紅精靈的心跳月曆（日语：それいけ!アンパンマン とべ! とべ! ちびごん#それいけ!アンパンマン ドキンちゃんのドキドキカレンダー）（導演）

1992年
- 麵包超人：麵包超人與愉快的夥伴們「咖哩麵包超人與SL人」（日语：それいけ!アンパンマン つみき城のひみつ#それいけ!アンパンマン アンパンマンとゆかいな仲間たち）（導演）

1993年
- 麵包超人：恐龍諾西歷險記（日语：それいけ!アンパンマン 恐竜ノッシーの大冒険）（分鏡[注 3]）

1994年
- 麵包超人：莉莉卡與魔幻魔法學校（日语：それいけ!アンパンマン リリカル☆マジカルまほうの学校）（導演）

1995年
- 麵包超人：打倒幽靈船!!（日语：それいけ!アンパンマン ゆうれい船をやっつけろ!!）（導演）

1996年
- 魯邦三世 DEAD OR ALIVE（日语：ルパン三世 DEAD OR ALIVE）（動畫導演、分鏡、演出）

1998年
- 麵包超人：麵包超人滑稽的夥伴（日语：それいけ!アンパンマン てのひらを太陽に#それいけ!アンパンマン アンパンマンとおかしな仲間）（導演）

2003年
- 麵包超人：紅寶的願望（日语：それいけ!アンパンマン ルビーの願い）（導演）

2004年
- 麵包超人：夢貓王國的喵咪（日语：それいけ!アンパンマン 夢猫の国のニャニイ）（導演）

2005年
- 麵包超人：哈比的大冒險（日语：それいけ!アンパンマン ハピーの大冒険）（導演）

2006年
- 麵包超人：生命之星朵莉（日语：それいけ!アンパンマン いのちの星のドーリィ）（導演）

2007年
- 麵包超人：玻露的泡泡球（導演）

2008年
- 麵包超人：出差出差出差錯博士與細菌細菌細菌人（導演）

2009年
- 麵包超人：細菌人VS細菌人!?（日语：それいけ!アンパンマン だだんだんとふたごの星#それいけ!アンパンマン ばいきんまんvsバイキンマン!?）（導演）

2010年
- 麵包超人：黑鼻子與魔法之歌（日语：それいけ!アンパンマン ブラックノーズと魔法の歌）（導演）

2011年
- 麵包超人：可可林與奇蹟之星大救援！（日语：それいけ!アンパンマン すくえ! ココリンと奇跡の星）（導演）

2012年
- 麵包超人：復活吧香蕉島（導演）

2013年
- 麵包超人：跳躍吧！希望的手絹（日语：それいけ!アンパンマン とばせ! 希望のハンカチ）（導演）

2015年
- 麵包超人：咪嘉和魔法神燈（日语：それいけ!アンパンマン ミージャと魔法のランプ）（導演）

2017年
- 麵包超人：布魯布魯的尋寶大冒險！（日语：それいけ!アンパンマン ブルブルの宝探し大冒険!）（導演）

2018年
- 麵包超人：閃耀吧！庫倫與生命之星（日语：それいけ!アンパンマン かがやけ!クルンといのちの星）（導演）

2019年
- 麵包超人：閃爍吧！冰之國的香草公主（日语：それいけ!アンパンマン きらめけ!アイスの国のバニラ姫）（導演）

2022年
- 麵包超人：多洛林與妖怪嘉年華（導演）

### OVA
1990年
- 羅德斯島戰記（分鏡）

1994年
- 七都市物語 ～北極海戰線～（日语：七都市物語）（演出）

2008年
- 柳瀨嵩童話劇場（日语：やなせたかしメルヘン劇場）（分鏡）

## 腳註